# Nationalstraße 102 (China)
Die chinesische Nationalstraße 102 (chinesisch 102国道, Pinyin 102 Guódào, englisch China National Highway 102), chinesische Abkürzung G102, ist eine 1.297 km lange Fernstraße in Peking sowie den Provinzen Hebei, Liaoning, Jilin und Heilongjiang. Sie führt von der Hauptstadt Peking (Beijing) über Lulong, Jinzhou, Heishan, Shenyang, Changtu, Changchun nach Shuangcheng.